# جيب فوروارد كونترول
جيب فوروارد كونترول (بالإنجليزية: Jeep Forward Control)‏ هي سيارة من تصنيع شركة جيب (سيارة).